# 太平村 (章丘市)
太平村,中华人民共和国山东省济南市章丘市水寨镇所辖的一个行政村。总人口793，其中男性385人，女性408人；农业户口788人，非农业人口5人；18岁以下人口186人，18-35岁人口153人，35-60岁人口350人，60岁以上人口104人（2006年）。耕地面积98公顷（2006年）。行政区划代码370181106232。